# Rhadinorhynchus seriolae
Rhadinorhynchus seriolae är en hakmaskart som först beskrevs av Yamaguti 1963.  Rhadinorhynchus seriolae ingår i släktet Rhadinorhynchus och familjen Rhadinorhynchidae. Inga underarter finns listade i Catalogue of Life.